# Коаліційна угода
Коаліційна угода — домовленість між двома чи більше партіями у багатопартійній парламентській системі, що фіксує їх спільні політичні позиції з метою формування коаліційного уряду і довгострокового співробітництва у парламенті.

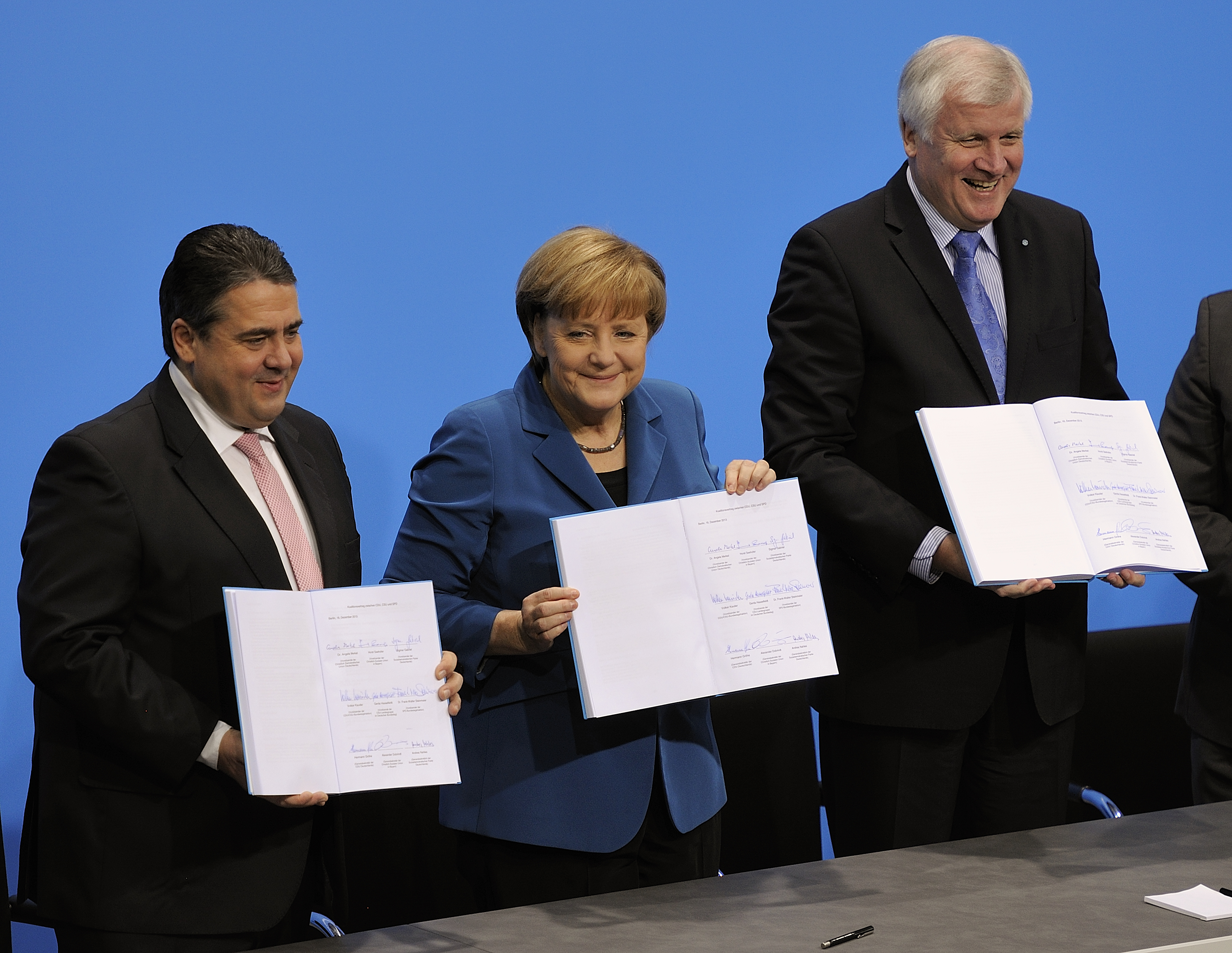
Зігмар Габріель (СДП), Ангела Меркель (ХДС) та Горст Зеєгофер (ХСС) після підписання коаліційної угоди для 18-го скликання Бундестагу, 16 грудня 2013

Коаліційна угода є результатом інформаційної фази формування уряду. Вона формує політичні керівні принципи для наступного уряду та виконує роль порядку денного державної політики на кілька років.
Укладенню коаліційної угоди часто передують тривалі переговори. Це необхідно, оскільки партії, як правило, дають різні, часом суперечливі обіцянки виборцям. Умови угоди можуть бути більш чи менш деталізованими.
Коаліційна угода, як правило, містить огляд урядової програми і проектів, що реалізовуватимуться її учасниками протягом каденції законодавчого органу. В угоді найчастіше вирішуються:
- вихідні позиції для державного бюджету, бюджетної дисципліни, збільшення і скорочення державних витрат;
- чутливі питання законодавства, наприклад, що стосується медичної етики;
- відношення уряду до участі в міжнародних конфліктах і міжнародних організаціях;
- модальності вирішення найважливіших соціальних проблем.

Коаліційна угода не має конституційно-правового змісту, вона розрахована лише на тимчасове політичне застосування.
Критика коаліційних угод існує, зокрема, у ФРН (Ганс-Дітріх Геншер тощо).
Термін «угода (контракт, договір)» у назві цього документа може вводити в оману.
Коаліційна угода не є договором чи актом з формально визначеними зобов'язаннями. Вона не забезпечена обов'язковістю виконання і судовою практикою. Коаліційна угода є не більш ніж декларацією про наміри, в якій партнери по коаліції погоджуються діяти спільно в законодавчій роботі та підтримувати уряд. Разом із тим, вільний депутатський мандат передбачає, що депутата неможливо примусити щоразу голосувати однаково з коаліцією.
В Україні коаліційні угоди укладалися парламентськими партіями починаючи з 2002 року.
| № | Скликання Верховної Ради | Підписанти | Дата підписання   | Посилання                                     |
| - | ------------------------ | --- | ----------------- | --------------------------------------------- |
| 1 | IV                       | Аграрники України Народно-демократична партія Партія промисловців і підприємців Трудова Україна Регіони України Соціал-демократична партія України (об'єднана) Демократичні ініціативи Європейський вибір Народний вибір Народовладдя позафракційні | 27 вересня 2002   | [Архівовано 8 Грудня 2015 у Wayback Machine.] |
| 2 | V                        | Наша Україна Блок Юлії Тимошенко Соціалістична партія України | 22 червня 2006    | [Архівовано 8 Грудня 2015 у Wayback Machine.] |
| 3 | V                        | Партія регіонів Соціалістична партія України Комуністична партія України | 7 липня 2006      | [Архівовано 8 Грудня 2015 у Wayback Machine.] |
| 4 | VI                       | Наша Україна — Народна Самооборона Блок Юлії Тимошенко | 29 листопада 2007 | [Архівовано 8 Грудня 2015 у Wayback Machine.] |
| 5 | VI                       | Блок Юлії Тимошенко Блок "Наша Україна — Народна Самооборона Блок Литвина | 17 грудня 2008    | [Архівовано 8 Грудня 2015 у Wayback Machine.] |
| 6 | VI                       | Партія регіонів Комуністична партія України Блок Литвина позафракційні | 11 березня 2010   | [Архівовано 8 Грудня 2015 у Wayback Machine.] |
| 7 | VIII                     | Блок Петра Порошенка ВО «Батьківщина» Народний фронт Радикальна партія Олега Ляшка Самопоміч | 27 листопада 2014 | [Архівовано 8 Грудня 2015 у Wayback Machine.] |

| Сполучене королівство Conservative–Liberal Democrat coalition agreement |  |  | Німеччина Koalitionsvertrag der 16. Wahlperiode des Bundestages Koalitionsvertrag der 17. Wahlperiode des Bundestages Koalitionsvertrag der 18. Wahlperiode des Bundestages Нідерланди Kabinetsformatie Nederland 2012 — Regeerakkoord |
| Уельс One Wales                                                         |  |  | Німеччина Koalitionsvertrag der 16. Wahlperiode des Bundestages Koalitionsvertrag der 17. Wahlperiode des Bundestages Koalitionsvertrag der 18. Wahlperiode des Bundestages Нідерланди Kabinetsformatie Nederland 2012 — Regeerakkoord |